# NGC 3487
NGC 3487 је спирална галаксија у сазвежђу Лав која се налази на NGC листи објеката дубоког неба.
Деклинација објекта је + 17° 35' 15" а ректасцензија 11h 0m 46,6s. Привидна величина (магнитуда) објекта NGC 3487 износи 13,9 а фотографска магнитуда 14,6. NGC 3487 је још познат и под ознакама UGC 6092, MCG 3-28-47, CGCG 95-89, PGC 33195.